# Крихбаумер, Йозеф
Йозеф Крихбаумер (21 марта 1819, Тегернзе — 2 мая 1902, Мюнхен) — немецкий энтомолог, который специализировался на перепончатокрылых, особенно настоящих наездниках.
Доктор философии Крихбаумер был куратором (директором) Мюнхенского музея естественной истории (Зоологическая государственная коллекция Мюнхена). Его сын Антон Крихбаумер (1849-1935) также был энтомологом.